# Nightshade (agente segreto)
Mercedes "Mercy" Contreras Torres, nome in codice Nightshade, è un personaggio letterario di romanzi e racconti di spionaggio dello scrittore Andrea Carlo Cappi, pubblicati da Segretissimo (Arnoldo Mondadori Editore) sotto lo pseudonimo di François Torrent, e riediti da Alacrán Edizioni e da Oakmond Publishing con il suo vero nome.
La serie, che rispetta i canoni del romanzo spionistico di azione, si distingue non solo per la scelta di una donna come protagonista, ma anche per una visione geopolitica più vicina a quella di John Le Carré rispetto alla media degli altri libri dello stesso genere. Un'altra caratteristica della serie è la forte componente di arti marziali, in particolare la filippina Kali Escrima, dovuta alla stretta collaborazione con l'autore dell'esperto Roberto Bonomelli, che cura le coreografie di numerose scene di combattimento.

## Biografia del personaggio
Mercedes Contreras Torres, detta "Mercy", è nata a Siviglia (Spagna), il 1º luglio 1975, figlia di un funzionario dei servizi segreti spagnoli, Eduardo Contreras, e di una celebre ballerina di flamenco, Valeriana Torres. I genitori si separano di lì a poco: la madre gestirà un locale di flamenco sivigliano insieme al suo nuovo compagno, l'avventuriero Jorge Romero detto "El Rey"; il padre porta con sé la figlia in Honduras, dove ha acquistato l'isoletta di Cayo Almirante, che trasforma in una scuola di guerriglia finanziata dai servizi segreti americani.
Mercy cresce tra esperti di combattimento e arti marziali, in particolare il guro Ballesteros, maestro di kālī escrima filippino e qualche anno dopo viene notata da due funzionari della CIA, Charles Wentworth e Richard M. Hedges. A diciotto anni Mercy tenta una drammatica quanto fallimentare fuga da Cayo Almirante. Quando compie ventun anni, il padre la lascia finalmente libera e Mercy torna a Siviglia, dove assume la gestione del locale ereditato dalla madre, morta nel frattempo. El Rey la manda a studiare flamenco presso i migliori maestri della città.
Ma nell'autunno del 2001 Hedges (nome in codice "Iceman") la recluta per la rinata "sezione eliminazioni" della CIA, la Sezione D, diretta da Charles Wentworth (nome in codice "Il Professore"). Mercy, che assume il nome di battaglia "Nightshade", scopre ben presto che il suo principale avversario è il suo stesso padre, che, "licenziato" dalla CIA, si è legato a una misteriosa lobby statunitense con l'intenzione di sovvertire gli equilibri dell'intera America Latina. Nel corso delle sue avventure Mercy si trova spesso a combattere contro affiliati di suo padre e in particolare la killer Sickrose, anche lei allieva del guro Ballesteros.
Nelle sue missioni, oltre all'aiuto di El Rey, Nightshade si avvale spesso della collaborazione di alcuni personaggi ricorrenti: in particolare i membri della Sezione D, Kyle "Angel" Darrow (con cui ha una relazione) e Thomas "Doom" Moretti; un parente di El Rey di nome Paco Torrent, mercante di informazioni segrete; occasionalmente, Nabila Rashid, manager di una società che recluta spie e guardie del corpo; e Carlo Medina, killer professionista milanese. Questi ultimi due personaggi appartengono alla serie Medina dello stesso autore.
Nightshade fa parte di quello che l'autore ha denominato "Kverse", cioè un universo narrativo (dotato della sua continuity, di cui fa appunto parte Nightshade, Medina e il detective Toni "Black".

## Biografia letteraria
Il personaggio di Nightshade nasce nella primavera del 2001 con il progetto di una serie ed un racconto "di prova" (che poi diventerà uno dei primi capitoli del romanzo Missione Cuba) sottoposti alla collana Segretissimo. Anche se l'autore è già piuttosto noto, gli viene chiesto di pubblicare sotto uno pseudonimo straniero. La scelta cade su "François Torrent", in realtà il nome di uno dei personaggi collaterali della serie.
Come dichiarato dall'autore, l'idea della serie nacque da una conversazione con un altro autore di storie di spionaggio, Stefano di Marino (che ha spesso pubblicato come Stephen Gunn), il quale faceva notare che negli ultimi anni non erano più state scritte storie di spionaggio con una protagonista femminile.
I diritti di Nightshade vengono a distanza di qualche anno riacquisiti dall'autore. Attualmente i primi titoli della serie, talvolta con materiale inedito, sono in ripubblicazione presso Oakmond Publishing insieme a quelli della parallela serie "Medina".

## Romanzi
- 2002 - Nightshade: Missione Cuba, Segretissimo n. 1460; ora riedito da Oakmond Publishing
- 2003 - Nightshade: Progetto Lovelace, Segretissimo n. 1483; ora riedito da Oakmond Publishing
- 2004 - Nightshade: Obiettivo Sickrose, Segretissimo n. 1496; ora riedito da Oakmond Publishing
- 2005 - Nightshade: Babilonia Connection, Segretissimo n. 1508; ora riedito da Oakmond Publishing
- 2007 - Nightshade: Destinazione Halong, Segretissimo n. 1524
- 2011 - Nightshade: Operazione Nightfall, Segretissimo n. 1571
- 2012 - Nightshade: Protocollo Hunt, Segretissimo  n. 1590
- 2013 - Nightshade: Programma Firebird, Segretissimo  n. 1606
- 2015 - Nightshade: Bersaglio ISIS, Segretissimo  n. 1626
- 2017 - Nightshade: Fattore Libia, Segretissimo n.1635
- 2018 - Agente Nightshade: Territorio Narcos, Segretissimo  Extra n. 8
- 2019 - Agente Nightshade: Effetto Brexit, Segretissimo  1646
- 2020 - Agente Nightshade: Mosaico Iran, Segretissimo Extra n.15
- 2021 - Sickrose: Sicaria, Segretissimo  Extra n.18 (spin off della serie, inserita nella continuity)
- 2021 - Agente Nightshade: Nucleo Leningrad, Segretissimo  Extra n. 19
- 2022 - Agente Nightshade: Complotto Zerkalo, Segretissimo Extra
- 2022 - Sickrose: Matadora, Segretissimo 1664
- 2023 - Agente Nightshade: Vodka Gang, Segretissimo 1672
- 2023 - Sickrose: Bandida, Segretissimo 1674
- 2024 - Agente Nightshade: Legione ombra, Segretissimo 1678
- 2024 - Sickrose: Compañera, Segretissimo Extra

## Racconti
- 2006 – No Chance, No Mercy (team-up con "Il Professionista" di Stephen Gunn, su M-Rivista del Mistero; riedizione nel volume Professional Gun, Segretissimo Special n. 28, Mondadori, 2007)